# ヒットでヒット バチョンといこう!
ヒットでヒット バチョンといこう!は、1970年4月1日から1974年6月まで、ラジオ大阪で放送されていた深夜ラジオ番組。

## 概要
当初は前番組『なぐりこみ歌謡七人衆』に続き、月曜日から日曜日まで毎日の放送。1973年4月改編で日曜日枠が無くなり、土曜日までの放送となった。
番組内のコーナーは笑福亭仁鶴の曜日に『バチョン落語大学』があり、このコーナーで当時、リスナーだった北野誠が「真打ち」を獲得した。リスナーへのプレゼント（ノベルティ）は「バチョンバッグ」などがあった。
ラジオ大阪の編成上の都合で、1974年6月終了。同年10月より『サタディ・バチョン』を土曜夜の時間帯に開始。バチョンを平日に復活する形で、1976年4月5日から『わっしょいスペシャル・ハイ本番! ○曜バチョン』（わっしょいスペシャル・ハイほんばん! ○ようバチョン。※○…放送曜日）を開始。1年間 放送した。

## パーソナリティ
ヒットでヒット バチョンといこう!
- 月曜日：桂春蝶、真弓圭子 → 桂春蝶、白山英子
- 火曜日：正司敏江・玲児
- 水曜日：コメディNo.1、服部三千代[4] → 笑福亭仁鶴、板垣晶子[4]
- 木曜日：浜村淳、小鹿ミキ → 浜村淳、井原千鶴子 → 浜村淳、任啓子[4] → 浜村淳、横井くにえ
- 金曜日：桂小米（のちの桂枝雀）、吾妻ひな子
- 土曜日：笑福亭仁鶴、板垣晶子[4] →　コメディNo.1、服部三千代[4]
- 日曜日：桂三枝（現・六代桂文枝）、高橋真由美（1971年9月まで） → 桂春之助、石川香代子[4]（1971年10月〜1973年3月）

わっしょいスペシャル・ハイ本番! ○曜バチョン
- 月曜日：若井ぼん・はやと
- 火曜日：青芝フック・キック
- 水曜日：横山ノック、月亭可朝　桜井一枝
- 木曜日：桂べかこ、笑福亭福笑、木村寿恵
- 金曜日：白川和子、桂小米

## 放送時間
ヒットでヒット バチョンといこう!
- 月曜日 - 日曜日 23:00 - 25:30 （1970年4月1日 - 1970年6月29日）
- 月曜日 - 日曜日 23:00 - 25:00 （1970年6月30日 - 1973年3月） - ※『オールナイトニッポン』のネット開始に伴い、放送枠を30分 縮小。
- 月曜日 - 土曜日 23:00 - 25:00 （1973年4月 - 1974年6月）

わっしょいスペシャル・ハイ本番! ○曜バチョン
- 月曜日 - 金曜日 23:00 - 25:00